# 马库斯·福斯特
马库斯·弗兰克利·福斯特（1995年6月3日—）為美國男子籃球運動員，2018年投入NBA选秀但落選，2023年8月正式加入中国男子篮球职业联赛山东麒麟，總計替山东麒麟出賽16場，場均上場17.2分鐘，可挹注13.8分、3.3籃板、2.1助攻，於2023年12月離開山东麒麟，重返維爾紐斯利杜禾斯。2024年7月特拉維夫夏普爾簽下福斯特。

## 外部連結
- 马库斯·福斯特在fiba.basketball（英语）
- 马库斯·福斯特在NBA（英语）
- 马库斯·福斯特在NBA G聯盟（英语）
- 马库斯·福斯特在歐洲籃球聯賽（英语）
- 马库斯·福斯特在土耳其籃球超級聯賽（英语）
- 马库斯·福斯特在韓國籃球聯賽（英语）
- 马库斯·福斯特在Basketball-Reference.com（NBA）（英语）
- 马库斯·福斯特在Basketball-Reference.com（NBA G聯盟）（英语）
- 马库斯·福斯特在Basketball-Reference.com（國際）（英语）
- 马库斯·福斯特在Sports-Reference.com（NCAA）（英语）
- 马库斯·福斯特在Eurobasket.com（球員）（英语）
- 马库斯·福斯特在Proballers（英语）
- 马库斯·福斯特在RealGM（英语）
- 马库斯·福斯特在中国篮球数据库